# Ракитский, Александр Павлович
Алекса́ндр Па́влович Раки́тский (род. 1 июля 1946, Москва) — советский и российский футболист, выступавший на позиции вратаря, и тренер.

## Карьера
Начинал карьеру в московском «Динамо». В основном составе дебютировал 3 ноября 1964 года в матче с «Молдовой». Всего за «бело-голубых» он сыграл 63 матча в чемпионате и Кубке и пропустил больше 40 голов. В сезоне 1965 получил приз лучшему дебютанту сезона. В 1969 ушёл в ленинградское «Динамо». Через два года перешёл в «Торпедо». За «автозаводцев» Александр провёл 12 матчей и пропустил 19 голов. В основном составе он закрепиться не сумел и в 1974 году стал игроком «Карпат». В львовском клубе Ракитский был основным вратарём, всего сыграв 82 матча и пропустив 86 мяча. Завершал карьеру в 1978 году, в «Красной Пресне».
После окончания выступлений работал тренером в Бурунди, основной и дублирующей команде «Локомотива». Также был тренером вратарей в основном и молодёжном составе.

## Достижения

### Командные
«Динамо» Москва
- Обладатель Кубка СССР: 1966/67

### Личные
- Лучший дебютант сезона: 1965